# Oblężenie Brimstone Hill
Bitwa o Brimstone Hill – starcie zbrojne, które miało miejsce w roku 1782.
Dnia 11 stycznia 1782 6000 francuskich żołnierzy dokonało desantu na wyspie Saint Kitts, zmuszając 650 Anglików z miejscowego garnizonu do wycofania się na wzgórze Brimstone Hill. Z pomocą oblężonym Anglikom wyruszyło 700 żołnierzy z wyspy Saint Lucia. Gdy tylko okręty angielskie (22 liniowce) pojawiły się w pobliżu wyspy, zostały zaatakowane przez francuską eskadrę admirała François de Grasse (26 okrętów). Dowodzący flotą angielską admirał Samuel Hood stawił Francuzom silny opór, niszcząc m.in. francuski okręt z amunicją. Gdy tylko Francuzi odpłynęli, Anglicy wysadzili desant pod wodzą generała Roberta Prescotta, który wyruszył z pomocy oblężonym na wzgórzu  Brimstone Hill. Mimo wysiłków, transport z pomocą wpadł w ręce Francuzów. Dnia 17 lutego Anglicy na wzgórzu skapitulowali a ich flota opuściła wyspę. Straty angielskie wyniosły 150 zabitych i rannych oraz wielu jeńców.